# ニュー・ジャーマン・シネマ
ニュー・ジャーマン・シネマ（英語: The New German cinema, ドイツ語: Der Neue Deutsche Film, 「新しいドイツ映画」の意）は、1960年代後半から始まって1980年代に入るまで続いたドイツ映画のある時代を指す語である。ドイツにおける映画監督の新世代の出現とされた。

## 概要
ライナー・ヴェルナー・ファスビンダー、ヴェルナー・ヘルツォーク、アレクサンダー・クルーゲ、フォルカー・シュレンドルフ、マルガレーテ・フォン・トロッタ、ハンス＝ユルゲン・ジーバーベルク、そしてヴィム・ヴェンダースといった映画作家たちがその担い手であった。彼らは低予算での映画製作を旨とし、フランスのヌーヴェルヴァーグの影響を受けており、いくつかの小規模な映画を製作し、世界のアート・フィルムの観客の注目を惹きつけた。これらの映画監督、とりわけヴェンダースとシュレンドルフは、アメリカ大資本の映画スタジオによるバックアップを受けた、資金繰りのよりよい映画製作へと進出していった。彼らの成功はドイツ映画のルネッサンスをもたらした。戦前のウーファ撮影所の栄光の日々へとドイツ映画を戻すことはなかったが、映画製作の復活をドイツにもたらし、良質の映画をつくるドイツのほかの映画作家たちを勇気づけた。

## 起源
ドイツ映画の芸術的および経済的停滞へのリアクションとして、ある若い映画作家のグループが、ドイツのオーバーハウゼンでの同国際短篇映画祭で、1962年2月28日、いわゆる「オーバーハウゼン・マニフェスト」を宣した。この宣言に参加したのは、アレクサンダー・クルーゲ、エドガー・ライツ、ペーター・シャモニ、そしてフランツ・ヨセフ・シュピーカーであり、彼らの署名文のなかで、挑発的にこう宣言する。
"Der alte Film ist tot. Wir glauben an den neuen."
「古い映画は死んだ。われわれは新しい映画を信じる」
ほかの精力的な映画作家たちもこのオーバーハウゼン・グループと同盟を結んだ。そのなかには、フォルカー・シュレンドルフ、ヴェルナー・ヘルツォーク、ジャン＝マリー・ストローブ、ヴィム・ヴェンダース、ハンス＝ユルゲン・ジーバーベルク、そしてライナー・ヴェルナー・ファスビンダーがいた。彼らは、既存のドイツ映画産業を拒絶し、新しい産業を打ちたてようという彼らの決意が、商業的使命というよりも芸術的優秀性において、創設したのが「ニュー・ジャーマン・シネマ」なのである。

## 関連事項
- ライナー・ヴェルナー・ファスビンダー
- ヴェルナー・ヘルツォーク
- アレクサンダー・クルーゲ
- フォルカー・シュレンドルフ
- マルガレーテ・フォン・トロッタ
- ヴェルナー・シュレーター
- ハンス＝ユルゲン・ジーバーベルク
- ヴィム・ヴェンダース
- ウルリケ・オッティンガー
- ヘルマ・サンダース＝ブラームス
- エドガー・ライツ（英語版）
- ペーター・シャモニ（英語版）
- フランツ・ヨセフ・シュピーカー（英語版）
- アート・フィルム
- オーバーハウゼン・マニフェスト
- オーバーハウゼン国際短編映画祭